# Bruno sur Fun Radio
Bruno sur Fun Radio (anciennement Bruno dans la radio) est une émission de radio matinale, diffusée du lundi au vendredi de 6 h à 12 h depuis fin août 2022. Lancée le 22 août 2011 de 6 h à 9 h en France sur Fun Radio et en 2016 en Belgique sur Fun Radio Belgique, elle est présentée par Bruno Guillon et épaulé par plusieurs collaborateurs.

## Historique de l'émission

### Généralités
L'émission a commencé le 22 août 2011 et se déroule du lundi au vendredi de 6 h à 9 h 15. Elle est produite dans les locaux de Fun Radio, sauf exceptions.
Du 9 juillet 2018 au 31 juillet 2018, Elliot, avec Marie Jansen et Enzo Angelo, anime une version estivale du morning avec notamment des enregistrements en « off » de l'équipe.
Le 23 août 2021, l'émission change de nom pour devenir Bruno sur Fun Radio.

### Délocalisations
- Le 17 décembre 2014 : l'équipe se déplace à Marseille à l'occasion du Fun Radio Christmas Tour et réalise l'émission en direct du Cinéma le Prado avec une dizaine d'invités[2],[3],[4].
- les 25 et 26 juin 2015 : pour fêter la fin de la saison et l'anniversaire de Bruno Guillon, l'émission se déroule en direct d'Ibiza, à l'Ushuaïa Ibiza Beach Hotel (où réside l'équipe), avec des invités tels que David Guetta, Armin van Buuren ou encore Martin Solveig[5],[6][source insuffisante] ;
- le 18 décembre 2015 : à l'occasion du Fun Radio Christmas Tour, l'émission se déroule en direct de Lille. Keen'V et les prétendantes de Miss France 2016 étaient invitées[7] ;
- le 4 mai 2016 : l'émission se déroule en direct de Saint-Jean-d'Angély, ville natale de Bruno Guillon. Plusieurs invités étaient présents, comme des amis de Bruno Guillon, des anciens professeurs où Kungs qui mixait en fin d'émission[8] ;
- le 20 mai 2016 : l'émission se déroule en direct de Limoges, pour que l'équipe se fasse "pardonner" (en effet, Limoges est souvent raillée dans l'émission)[9] ;
- les 23 et 24 juin 2016 : pour fêter la fin d'année et l'anniversaire de Bruno, l'équipe retourne à Ibiza, mais cette fois en compagnie de toute l'équipe de Fun Radio (animateurs et direction)[10],[11] ;
- le 30 septembre 2016 : l'émission se déroule en direct des entrepôts de Cdiscount à Bordeaux. Six auditeurs ont, pendant 1 minute, l'occasion de faire le « casse du siècle ». Ils peuvent prendre tout ce qu'ils veulent dans l'entrepôt sans aucune considération de prix et de quantité, à condition que leurs cadeaux soient dans la « dropped zone »[12] ;
- le 6 octobre 2017, l'émission se délocalise à nouveau dans les entrepôts de Cdiscount dans la région Parisienne cette fois-ci. La règle est restée la même que le premier « casse du siècle » ;
- le 14 septembre 2018, l'émission se déroule en direct de la salle Champilambart à Vallet, ville natale de Christina Guilloton, co-animatrice de l'émission[13] ;
- la semaine du 6 au 10 février 2023, l'équipe se déplace dans la station de ski Avoriaz en Haute-Savoie[14].

## Équipe

### Équipe actuelle
- Si vous ne connaissez pas le sujet, laissez ce bandeau (vous pouvez alors contacter les auteurs).
- Si vous supprimez le contenu mis en cause (vous pouvez préalablement contacter les auteurs),

argumentez précisément cette suppression dans la page de discussion
(un manque de référence n'est pas un argument ; une recherche réelle de référence doit avoir été effectuée, être formellement documentée).
Bruno sur Fun Radio :
- Bruno Guillon : depuis 2011
- Christina : depuis 2011
- Karina : depuis 2011
- Maurine : depuis 2019
- Pino : depuis 2019

La Suite :
- Kassim : depuis 2022
- Lul : depuis 2022
- Soanne : depuis 2022
- Hugo : depuis 2023
- Julia : depuis 2024

### Ancien membres
Depuis 2011, Bruno Guillon est l'animateur principal de l'émission. En fonction des années, il est assisté de coanimateurs dont Flo (Florian Gazan) (2011-2013) ou Vacher (Grégory Vacher) (2013-2019).
Vacher a quitté l'émission en juillet 2019 et est remplacé par Pino. Grace a quitté l'émission en juillet 2021 et est remplacé par Maurine. Elliot a quitté Fun Radio en janvier 2023 et n'est pas remplacé.

## Programmation

### Parodies Musicales
En octobre 2014 : le personnage incarné par Vacher, « Nicolas le Pervers », sort une parodie du titre Cosmo de Soprano, intitulée Où sont les meufs. Cette vidéo, publiée sur le site Youtube, a atteint, depuis février 2023, plus de 10 600 000 vues,,.

## Audiences
| Vague d'audience               | Nombre d'auditeurs (sur le quart d'heure moyen) | Variation par rapport à la même période de l'année précédente | Sources           |
| ------------------------------ | ----------------------------------------------- | ------------------------------------------------------------- | ----------------- |
| Avril - juin 2017              | À venir                                         | À venir                                                       | À venir           |
| Janvier - mars 2017            | À venir                                         | À venir                                                       | À venir           |
| Novembre - décembre 2016       | 518 000 auditeurs                               | À compléter                                                   | [ 18 ]            |
| Septembre - octobre 2016       | 448 000 auditeurs                               | 18 000 auditeurs                                              | [ 19 ]            |
| Avril - juin 2016 (Recalculés) | À compléter                                     | À compléter                                                   | À compléter       |
| Avril - juin 2016              | Fun Radio et Médiamétrie en justice             | Fun Radio et Médiamétrie en justice                           | ,                 |
| Janvier - mars 2016            | 739 000 auditeurs                               | 313 000 auditeurs                                             | [ 25 ]            |
| Novembre - décembre 2015       | 645 000 auditeurs                               | 261 000 auditeurs                                             |                   |
| Septembre - octobre 2015       | 615 000 auditeurs                               | 303 000 auditeurs                                             | [réf. nécessaire] |
| Avril - juin 2015              | 463 000 auditeurs                               | 84 000 auditeurs                                              |                   |
| Janvier - mars 2015            | 426 000 auditeurs                               | 31 000 auditeurs                                              | [ 26 ]            |
| Novembre - décembre 2014       | 384 000 auditeurs                               | 1 000 auditeurs                                               | [ 27 ]            |
| Septembre - octobre 2014       | 312 000 auditeurs                               | 3 000 auditeurs                                               | [ 28 ]            |
| Avril - juin 2014              | 379 000 auditeurs                               | À compléter                                                   | [réf. nécessaire] |
| Janvier - mars 2014            | 395 000 auditeurs                               | À compléter                                                   | [réf. nécessaire] |
| Novembre - décembre 2013       | 394 000 auditeurs                               | À compléter                                                   | [réf. nécessaire] |
| Septembre - octobre 2013       | 342 000 auditeurs                               | À compléter                                                   | [réf. nécessaire] |
| Avril - juin 2013              | À compléter                                     | À compléter                                                   | À compléter       |
| Janvier - mars 2013            | À compléter                                     | À compléter                                                   | À compléter       |
| Novembre - décembre 2012       | 390 000 auditeurs                               | À compléter                                                   | [ 29 ]            |
| Septembre - octobre 2012       | 385 000 auditeurs                               | À compléter                                                   | [ 30 ]            |
| Avril - juin 2012              | À compléter                                     | À compléter                                                   | À compléter       |
| Janvier - mars 2012            | À compléter                                     | À compléter                                                   | À compléter       |
| Novembre - décembre 2011       | À compléter                                     | À compléter                                                   | À compléter       |
| Septembre - octobre 2011       | À compléter                                     | À compléter                                                   | À compléter       |

Légende :
- plus hauts scores d'audiences/plus haute progression sur un an
- plus bas scores d'audiences/plus basse progression sur un an